# درد ماهیچه
درد عضله (به انگلیسی: Myalgia) یا درد ماهیچه، یکی از علائم بسیاری از بیماری‌ها و اختلالات است. شایع‌ترین عامل آن کار کشیدن زیاد یا کشیدگی گروهی از ماهیچه‌ها است و اگر دلیل آن فیزیکی نباشد، می‌تواند به دلیل عفونت ویروسی باشد.

## علل
شایع‌ترین عامل درد عضله کار کشیدن زیاد، جراحت یا کشیدگی ماهیچه‌ای است. با این حال می‌تواند نشان‌دهنده بسیاری از بیماری‌های دیگر یا واکنش بدن به واکسیناسیون باشد.
شایع‌ترین علل عبارتند از:
- جراحت
- کار کشیدن زیاد از ماهیچه‌ها
- کشیدگی شدید ماهیچه‌ها

درد عضله معمولاً در موارد زیر اتفاق می‌افتد:
- فیبرومیالژیا
- عفونت‌هایی از قبیل:
  - آنفلوانزا
  - بیماری لایم
  - مالاریا
  - توکسوپلاسموز
  - تب دنگی
  - ورم ماهیچه
  - فلج اطفال
- اختلالات خود-ایمن شامل:
  - لوپوس منتشر
  - اسکلروز چندگانه